# Том Кенні
То́мас Джеймс «Том» Ке́нні (англ. Thomas James "Tom" Kenny; *13 липня 1962 року, Сірак'юс, Нью-Йорк, США) — американський актор озвучки, найбільш відомий озвучуванням Губки Боба Квадратні Штани в однойменному мультсеріалі.

## Біографія
Закінчив католицьку школу в Сірак'юсі. Починав кар'єру, як комік, виступаючи у жанрі «стенд-ап» в Бостоні і Сан-Франциско. Брав участь у різних телевізійних комедійних шоу. Перша велика робота Кенні у мультиплікації — серіал «Сучасне Роккове життя», створений Джо Мюрреєм. За ним пішли «КітПес», «Губка Боб Квадратні Штани» і багато інших. Також працював над озвучкою комп'ютерних ігор.